# Ancistroceroides rufus
Ancistroceroides rufus är en stekelart som först beskrevs av Brethes.  Ancistroceroides rufus ingår i släktet Ancistroceroides och familjen Eumenidae. Inga underarter finns listade i Catalogue of Life.